# Horacio Gómez Bolaños
Horacio Victor Gómez y Bolaños Cadis (Cidade do México, 28 de julho de 1930 – Cidade do México, 21 de novembro de 1999) foi um produtor, diretor, ator, comediante e roteirista mexicano, tornou-se célebre mundialmente por ter interpretado o menino Godinez no seriado Chaves e por ser irmão do ator e escritor Chespirito.

## Biografia
Irmão do ator e comediante Roberto Gómez Bolaños, sua principal profissão foi servir de supervisor de mercado da série Chaves, em princípio dos anos 1970. Por solicitação de seu irmão participou em papéis secundários em algumas séries, incluídas Chaves (Godinez), Chespirito, e outras, devido a isso ficou conhecido mundialmente.
Irmão mais novo de Roberto Gómez, e seu eterno companheiro de trabalho, trabalhou no seriado Chespirito ou Chaves por muitos anos, interpretando diferentes personagens, como os na série do El Chapulín Colorado em espanhol, ou o Chapolin Colorado, assim como o famoso Godinez.
Muito unidos como irmãos, mesmo após o término da série Chespirito, dedicou-se com seu sobrinho Roberto Gómez Fernández, a realizar diversos trabalhos de produção e diretor.
Depois de finalizar as gravações nos anos 1980, dedicou-se a produzir séries de televisão e a trabalhar com roteirista, e desde 1994 a trabalhar com seu sobrinho Roberto Gómez Fernández para a produtora de seu irmão Chespirito.

## Infância
Um grande amante da Colônia do Vale, sua terra natal, Horacio Gómez Bolaños era um homem "muito esperto e bom para os negócios", segundo seus amigos.
O início de sua infância viveu com seus pais e irmãos em uma casa localizada na rua Mier y Pesado entre Xola e Morena. Pouco tempo depois, Francisco Gómez Liñares - seu pai - viria a falecer, deixando Elsa Bolaños Cacho e filhos. Apesar disso, a viúva começou a trabalhar como construtora, engenheira e mestre de obras.
Na época, a família morava em frente ao Colégio Brígida Alfaro, onde os dois irmãos, Roberto e Horacio, estudavam juntos (já que o primeiro havia repetido um ano escolar algum tempo antes).
A família Gómez Bolaños se mudou posteriormente para a rua Juan Sánchez Azcona, na fronteira da Colônia do Vale com a Colônia Narvarte e depois passariam a viver na Adolfo Prieto, perto de San Borja.

## Antes da fama
Em 18 de setembro de 1945 se reuniu com um grupo de rapazes, no Parque Mariscal Sucre. Estavam acomodados no parque sem fazer nada, quando alguém teve a ideia de fundar um clube e dar-lhe um nome. A ideia fora aceita por todos e logo fizeram uma eleição para decidir o nome do grupo. Após várias discussões, o nome escolhido foi "Aracuán", sugerido por Horacio. Eram cinco os rapazes que estavam reunidos neste dia: Aarón Mercado, Roberto "Guácara", Chespirito, Horacio Gómez e Antonio Gabilondo. Estes foram os primeiros sócios do clube, que pouco tempo depois teria muito mais associados.
O Clube Aracuán foi sem dúvida a mais importante das associações que já existiram na Colônia do Vale e seu nome ficará marcado para sempre na história da Colônia. Foram os "Aracuanes" que organizaram os Primeiros Jogos Esportivos da Colônia do Vale, em 1950, que tiveram, entre outros, o mérito de substituir as brigas entre as associações por jogos e esportes. Quando se casou, Horacio voltou à sua amada Colônia do Vale para viver com sua esposa na rua Manuel López Cotilla. Morou lá até que sua querida Colônia foi mutilada e dividida pelos Ejes Viales e escapou para os Jardins de San Mateo. Quando acabara de escapar, decidiu ter conhecimento de outra moradia, para viver com o que sobrou.

## Carreira artística
Sua carreira artística iniciou por acaso, pois na realidade nunca quis ser ator. Quando conquistou a fama, era produtor executivo do programa Chespirito (1970). Começou fazendo pequenos papéis em alguns quadros dos programas do irmão, mas depois se soltou mais e passou a atuar em papéis mais importantes nos programas e filmes de Chespirito. Participou dos filmes El Chanfle 2 (1980) e Charrito (1985), ambos dirigidos e protagonizados por seu irmão. Em Chaves, interpretava Godinez, o garoto retraído, simples e comum que não entendia nada das aulas e em Chapolin fazia alguns personagens secundários. Nos filmes e seriados, começou a aparecer mais depois de 1979, depois da separação de Carlos Villagrán e Ramón Valdés do resto do grupo.
No final do ano de 1999, aos 69 anos de idade, Horacio tinha que se apoiar em uma bengala, devido a uma fratura que havia sofrido no fêmur. Junto com seu sobrinho Roberto Gómez Fernández, estava animado na preparação da homenagem que se faria a seu irmão em 1º de abril de 2000. Infelizmente não pôde participar da grande festa, pois morreu em 21 de novembro de 1999, vítima de um infarto.
"Vai ser estranho", comenta Carlos Ruiz Sánchez Pontón, um grande amigo seu desde o colégio. "Agora que ele não está mais, pode inclusive ser ameaçada a continuidade das reuniões dos Aracuanes".

## Morte
Em 21 de novembro de 1999, sofreu um infarto, vindo a falecer, com 69 anos. Seu corpo foi cremado e suas cinzas repousam na Igreja Chestojobak, Chapultepec, Coahuila de Zaragoza no México.

## Filmografia

### Televisão
| Ano       | Título               | Papel                  |
| --------- | -------------------- | ---------------------- |
| 1974-1979 | El Chavo del Ocho    | Godinez Dono do boteco |
| 1973-1979 | El Chapulin Colorado | Vários Personagens     |
| 1979      | La Chicharra         | El Mago - 1 Episódio   |
| 1980-1995 | Chespirito           | Vários personagens     |

### Cinema
| Ano  | Título                 | Papel               |
| ---- | ---------------------- | ------------------- |
| 1979 | El Chanfle             | Policial            |
| 1982 | El Chanfle 2           | Gangster            |
| 1983 | Don Ratón y Don Ratero | Esposo de Aftapolfa |
| 1984 | Charrito               | Horacio             |